# جون هربرت (سياسي ويلزي)
جون هربرت (بالإنجليزية: John Herbert)‏ هو دبلوماسي ومحامي وسياسي بريطاني، ولد في 1550، وتوفي في 9 يوليو 1617 في كارديف في المملكة المتحدة.

## مناصب
- انتخب Member of the 1604-11 Parliament ‏ عن دائرة Monmouthshire ‏.
- انتخب Member of the 1601 Parliament ‏ عن دائرة Glamorganshire ‏.
- انتخب Member of the 1597-98 Parliament ‏ عن دائرة Bodmin ‏.
- انتخب Member of the 1593 Parliament ‏ عن دائرة Christchurch ‏.
- انتخب Member of the 1589 Parliament ‏ عن دائرة Gatton ‏.
- انتخب Member of the 1586-87 Parliament ‏ عن دائرة Grampound ‏.
- انتخب عضو مجلس النواب في البرلمان البريطاني.